# Tsuyoshi Kitazawa
Tsuyoshi Kitazawa (北澤 豪, Kitazawa Tsuyoshi, 10 de Agosto de 1968) é um ex-futebolista japonês que atuava como meia. Atualmente é comentarista esportivo.
Foi o artilheiro da Liga Japonesa na temporada 1991-92.
Fez parte do plantel da Seleção Japonesa que jogou a Copa do Mundo de Futsal de 1989.
Ajudou a Seleção Japonesa de Futebol a sagrar-se campeão da Copa da Ásia em 1992. No total, defendeu seu país em 58 oportunidades, marcando 3 gols.

## Palmarés
Tokyo Verdy
- 2x Campeão Japonês - 1993, 1994
- 1x Campeão da Taça da Liga do Japão: 1994
- 1x Campeão da Supertaça do Japão: 1994

 Japão
- 1x Campeão da Copa da Ásia: 1992

### Individuais
- 2x Selecionado para o Time Ideal da Liga Japonesa (Japan Soccer League Team of the Year) - 1990-91, 1991-92
- 2x Selecionado para o Time Ideal da J.League Team of the Year - 1994
- 1x Artilheiro da Liga Japonesa - 1991-92